# Kamienica przy ulicy Grodzkiej 49 w Krakowie
Kamienica przy ulicy Grodzkiej 49 – zabytkowa kamienica znajdująca się w Krakowie, w dzielnicy I przy ulicy Grodzkiej, na Starym Mieście.

## Historia kamienicy
Kamienica została wzniesiona w II ćwierci XIV wieku. W II połowie XV wieku została przebudowana. W 1575 budynek stał się własnością kościelną i od tego momentu, aż do początku XIX wieku zamieszkiwali w nim wikariusze zamkowi. W 1809 przeszedł na własność rządu Księstwa Warszawskiego. W 1815 stał się własnością prywatną. W 1879 kamienica została przebudowana według projektu Wandalina Beringera. Ostatnia przebudowa miała miejsce w 1924. Kierował nią architekt Henryk Lamensdorf. Od 2004 w budynku ma siedzibę Włoski Instytut Kultury.
2 maja 1967 kamienica została wpisana do rejestru zabytków. Znajduje się także w gminnej ewidencji zabytków.